# Tantoo Cardinal
Rose Marie "Tantoo" Cardinal CM (nascida em 20 de julho de 1950) é uma atriz canadense de herança Cree e Métis. Em 2009, ela foi nomeada membro da Ordem do Canadá "por suas contribuições para o crescimento e desenvolvimento das artes cênicas aborígines no Canadá, como atriz de cinema e teatro, e como membro fundadora da Saskatchewan Native Theatre Company".

## Juventude
Rose Marie "Tantoo" Cardinal nasceu a caçula de três filhos de Julia Cardinal, uma mulher de ascendência Cree e Métis, e pai caucasiano.
Cardinal foi criada no povoado de Anzac, Alberta. A falta de eletricidade a inspirou a usar a imaginação enquanto brincava no mato. Sua avó a apelidou de “Tantoo” em homenagem ao repelente de insetos que usaram enquanto colhiam mirtilos. Ela ensinou a Cardinal a língua Cree, os costumes tradicionais de sua cultura e as dificuldades que enfrentaria ao crescer como Métis no Canadá. Cardinal disse que foi caminhando atrás da avó que ela aprendeu a atuar.

## Carreira

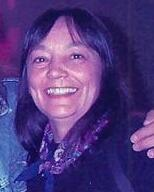
Cardinal em 2001

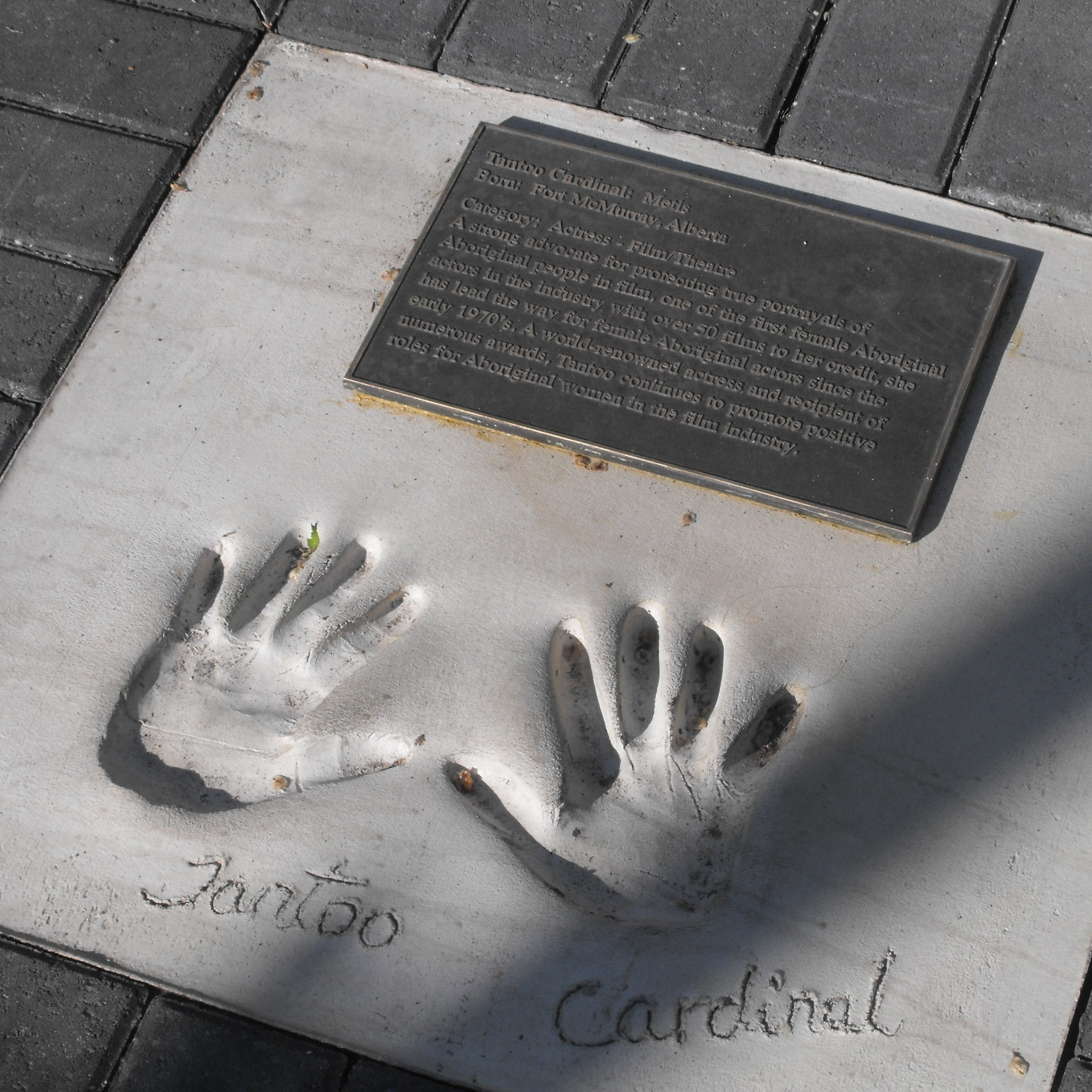
Impressão da mão de Cardinal na Aboriginal Walk of Honour no Canadá

Cardinal desempenhou papéis em muitos filmes e séries de televisão notáveis, incluindo Spirit Bay, Loyalties, Dances with Wolves, Black Robe, Legends of the Fall, Smoke Signals, Hold the Dark e North of 60. Ela foi escalada para a minissérie da Canadian Broadcasting Corporation, By Way of the Stars com Gordon Tootoosis como o Chefe Cree e Eric Schweig como Black Thunder.
Em 2009, ela foi nomeada membro da Ordem do Canadá "por suas contribuições para o crescimento e desenvolvimento das artes cênicas aborígenes no Canadá, como atriz de cinema e teatro, e como membro fundadora da Saskatchewan Native Theatre Company".
Em 23 de agosto de 2011, Cardinal, Margot Kidder, e dezenas de outros foram presos enquanto protestavam contra a proposta de extensão do Keystone Pipeline.
Em 2012, ela desempenhou o papel de Regan em uma produção totalmente aborígene de King Lear, de William Shakespeare, no National Arts Centre em Ottawa, ao lado de um elenco que também incluía August Schellenberg como Lear, Billy Merasty como Gloucester, Jani Lauzon em um papel duplo como Cordelia e a Louca, e Craig Lauzon como Kent.
Ela interpretou Marilyn Yarlott por três temporadas como membro recorrente do elenco na série Longmire da Netflix, uma caçadora de corvos e curandeira que vive sozinha na vasta região selvagem da reserva de corvos.
Em 2017, ela foi nomeada vencedora do Earle Grey Award da Academia Canadense de Cinema e Televisão pelo conjunto de sua obra. Ela também ganhou o Gemini Award, o National Aboriginal Achievement Award (agora Indspire Award) e foi incluída na Canada's Walk of Fame.
No filme The Grizzlies, de 2018, ela interpreta uma diretora de uma escola secundária que duvida que um professor iniciante possa abordar questões sociais na comunidade de Kugluktuk, no noroeste de Nunavut.
Em 26 de novembro de 2021, junto com outros laureados, ela recebeu o "Governor General's Performing Arts Award após um atraso de quase dois anos devido à pandemia de COVID-19".

## Vida pessoal
Cardinal conheceu seu primeiro marido, Fred Martin, enquanto estava hospedado na casa de sua família durante seus anos de ensino médio em Edmonton. Eles se casaram de 1968 a 1978 e tiveram um filho, Cheyenne, antes do divórcio.
Ela teve seu segundo filho, Clifford, com Beaver Richards.
De 1988 a 2000, Cardinal foi casada com o ator John Lawlor, com quem teve uma filha, Riel.

## Filmografia
| † | Denota trabalhos que ainda não foram lançados |

### Cinema
| Ano  | Título                              | Personagem          | Notas |
| ---- | ----------------------------------- | ------------------- | --- |
| 1978 | Marie-Anne                          | Tantou              | |
| 1981 | Death Hunt                          | Indian Woman        | |
| 1983 | Running Brave                       | Caroline            | |
| 1986 | Places Not Our Own                  | Rose                | |
| 1986 | Loyalties                           | Rosanne Ladouceur   | Indicada - Genie Award de Melhor Atriz                                                                              |
| 1987 | Candy Mountain                      | Annie               | |
| 1988 | War Party                           | Mãe do Sonny        | |
| 1990 | Divided Loyalties                   | Molly Brant         | |
| 1990 | Dances with Wolves                  | Black Shawl         | |
| 1991 | Black Robe                          | Esposa de Chomina   | |
| 1993 | Silent Tongue                       | Silent Tongue       | |
| 1993 | Where the Rivers Flow North         | Bangor              | |
| 1993 | Mustard Bath                        | Irmã Amantha        | |
| 1994 | Sioux City                          | Dawn Rainfeather    | |
| 1994 | Legends of the Fall                 | Pet                 | |
| 1997 | The Education of Little Tree        | Vovó                | |
| 1997 | Silence                             | Dolores             | |
| 1998 | Honey Moccasin                      | Honey Moccasin      | |
| 1998 | Smoke Signals                       | Arlene Joseph       | |
| 1998 | Heartwood                           | Violet Boucher      | |
| 1999 | The Hi-Line                         | Singing Bird        | |
| 1999 | A Stranger in the Kingdom           | Heaven Fontaine     | |
| 2000 | Postmark Paradise                   | Reenie              | |
| 2000 | Blood River                         | Claire / Mattie     | Curta-metragem |
| 2002 | Edge of Madness                     | Ruth                | |
| 2004 | Memory                              | Ida                 | Curta-metragem |
| 2006 | Unnatural & Accidental              | Tia Shadie / Rita   | |
| 2008 | Older than America                  | Tia Apple           | |
| 2008 | Ancestor Eyes                       | Verna               | Curta-metragem |
| 2008 | Mothers & Daughters                 | Celine              | |
| 2010 | Every Emotion Costs                 | Tia Marcy           | |
| 2011 | Shouting Secrets                    | June                | |
| 2012 | Eden                                | A Enfermeira        | |
| 2013 | From Above                          | Older Venus         | |
| 2013 | Maïna                               | Tekahera            | |
| 2014 | Down Here                           | Stella Mitchell     | |
| 2015 | Hope Bridge                         | Lana                | |
| 2016 | ARQ                                 | The Pope            | |
| 2017 | Wind River                          | Alice Crowheart     | |
| 2018 | Falls Around Her                    | Mary Birchbark      | |
| 2018 | The Grizzlies                       | Janice              | |
| 2018 | Through Black Spruce                | Mary-Lou            | |
| 2018 | Hold the Dark                       | Illanaq             | |
| 2018 | Angelique's Isle                    | Mulher Thunderbird  | |
| 2019 | Red Snow                            | Ruth                | |
| 2020 | The Corruption of Divine Providence | Juniper Fairweather | |
| 2022 | Wendell & Wild                      | Miss Hunter (voz)   | [ 8 ] |
| 2022 | The Last Manhunt                    | Ticup               | |
| 2023 | Killers of the Flower Moon          | Lizzie Q            | Indicada – Critics Choice Award de Melhor Elenco Indicada – Prémio Screen Actors Guild para melhor elenco em cinema |
| 2025 | Wildwood †                          | Carol Grod (voz)    | Em produção |

### Televisão
| Ano           | Título                            | Personagem                   | Notas                               |
| ------------- | --------------------------------- | ---------------------------- | ----------------------------------- |
| 1984          | Spirit Bay                        | Annie                        | Papel principal                     |
| 1987          | Gunsmoke: Return to Dodge         | Little Doe                   | Telefilme                           |
| 1990          | The Campbells                     | Maria Brant                  | Episódio: "Miles to Go"             |
| 1991          | Lightning Field                   | Vivian                       | Telefilme                           |
| 1992          | Street Legal                      | Renee Stonehouse             | Papel recorrente; 4 episódios       |
| 1992–93       | By Way of the Stars               | Franois                      | Minissérie de televisão             |
| 1993          | Harts of the West                 | Helen                        | Episódio: "Auggie's End"            |
| 1993          | Spirit Rider                      | Marilyn St. Claire           | Telefilme                           |
| 1993–95       | Dr. Quinn, Medicine Woman         | Snow Bird                    | Papel recorrente; 7 episódios       |
| 1994–97       | North of 60                       | Betty Moses                  | Papel recorrente; 7 episódios       |
| 1995          | 500 Nations                       | (voz)                        | Minissérie de televisão             |
| 1996          | Grand Avenue                      | Nellie                       | Telefilme                           |
| 1998          | Big Bear                          | Running Second               | Minissérie de televisão             |
| 1998          | Cold Squad                        | Theresa Sandiman             | Episódio: "Salty Cheever"           |
| 2000          | Navigating the Heart              | Mary                         | Telefilme                           |
| 2000          | The Lost Child                    | Tia Mary                     | Telefilme                           |
| 2001          | MythQuest                         | Walloha                      | Episódio: "Red Wolf's Daughter"     |
| 2002          | Tom Stone                         | Judge Crowfoot               | Episódio: "Royalty"                 |
| 2003–06       | Moccasin Flats                    | Betty Merasty                | Papel recorrente; 22 episódios      |
| 2004          | Windy Acres                       | Tia Laura                    | Papel recorrente; 7 episódios       |
| 2004          | H2O                               | Grande Chefe Katie Blackfire | Papel convidado; 2 episódios        |
| 2004          | A Thief of Time                   | Irene Musket                 | Telefilme                           |
| 2006          | Indian Summer: The Oka Crisis     | Iba Beauvais                 | 4 episódios                         |
| 2007          | Luna: Spirit of the Whale         | Gloria Maquinna              | Telefilme                           |
| 2008          | The Guard                         | Ursula                       | Papel recorrente; 4 episódios       |
| 2008          | Just Breathe                      | Heather                      | Telefilme                           |
| 2008          | Changing Climates, Changing Times | Grace Lajoie                 | Telefilme                           |
| 2009          | Tales of an Urban Indian          | Dianne                       | Telefilme                           |
| 2009          | Dear Prudence                     | Ruth Vigil                   | Telefilme                           |
| 2010          | Shattered                         | Carol                        | Papel convidado; 2 episódios        |
| 2012          | The Killing                       | Prostituta                   | Episódio: "Keylela"                 |
| 2012–15       | Blackstone                        | Wilma Stoney                 | Papel recorrente; 18 episódios      |
| 2013          | Arctic Air                        | Aunt Mary                    | Episódio: "Skeletons in the Closet" |
| 2014          | Strange Empire                    | Pichette                     | Episódio: "Lonely Hearts"           |
| 2014–16       | Mohawk Girls                      | Mãe de Zoe                   | Papel recorrente; 5 episódios       |
| 2015–17       | Longmire                          | Marilyn Yarlott              | Papel convidado; 4 episódios        |
| 2016          | Frontier                          | Kamenna                      | Papel convidado; 2 episódios        |
| 2016          | On the Farm                       | Ada Taylor                   | Telefilme                           |
| 2017          | Godless                           | Iyovi                        | Minissérie; 7 episódios             |
| 2018          | Outlander                         | Adawehi                      | Papel convidado; 2 episódios        |
| 2019          | See                               | A Sonhadora                  | Papel convidado; 4 episódios        |
| 2019–20       | Stumptown                         | Sue Lynn Blackbird           | Série regular                       |
| 2020          | New Amsterdam                     | Dra. Jane Munsee             | Episódio: "Radical"                 |
| 2021          | Corner Gas Animated               | Julie Rouleau (voz)          | Episódio: "A Lot to be Desired"     |
| 2022–presente | Spirit Rangers                    | Moon (voz)                   | Papel recorrente                    |
| 2022          | Three Pines                       | Bea Mayer                    | Série regular                       |
| 2024          | Echo                              | Chula                        | Série regular                       |

### Audiolivros
| Ano  | Título                      | Personagem | Notas |
| ---- | --------------------------- | ---------- | ----- |
| 2000 | Island of the Blue Dolphins |            |       |
| 2019 | The Testaments              |            |       |

### Vídeos musicais
| Ano  | Título                       | Personagem | Notas |
| ---- | ---------------------------- | ---------- | ----- |
| 2019 | "Mehcinut" de Jeremy Dutcher |            |       |